# Aarberg (šlechtický rod)
Hrabata z Aarbergu byla větev hrabat z Neuchâtelu.

## Historie
Větev vznikla ve 13. století (asi kolem roku 1220) zapříčiněním Ulricha IV., syna Ulricha III. z Neuchâtelu. Ten zdědil panství Arconciel, Illens, Strassberg a Aarberg. Před rokem 1251 on a jeho bratr Berthold vyměnili Strassberg za Valangin. Berthold se stal předkem hrabat ze Strassbergu. Vláda byla poté rozdělena mezi Ulrichovy syny. Z této situace vznikly linie rodu: Aarberg-Aarberg a Aarberg-Valangin.
Pravnuk zakladatele hrabě Peter von Aarberg dal roku 1358 město Aarberg do zástavy Bernským. Roku 1367 bylo město hraběti z Nidau a roku 1379 se dostalo do rukou bernské nadvlády.
Zakladatelem linie Aarberg-Aarberg byl hrabě Wilhelm a linie Aarberg-Valangin hrabě Johann.
Dědičný titul linie Aarberg-Valangin se předával z otce na syna. Sňatkem se spojili s velkými šlechtickými rody regionu, jako byly rody Montfauconských, Oronských, Chalonských či Vergyjských.